# Waldstraße 24/25 (Hombressen)

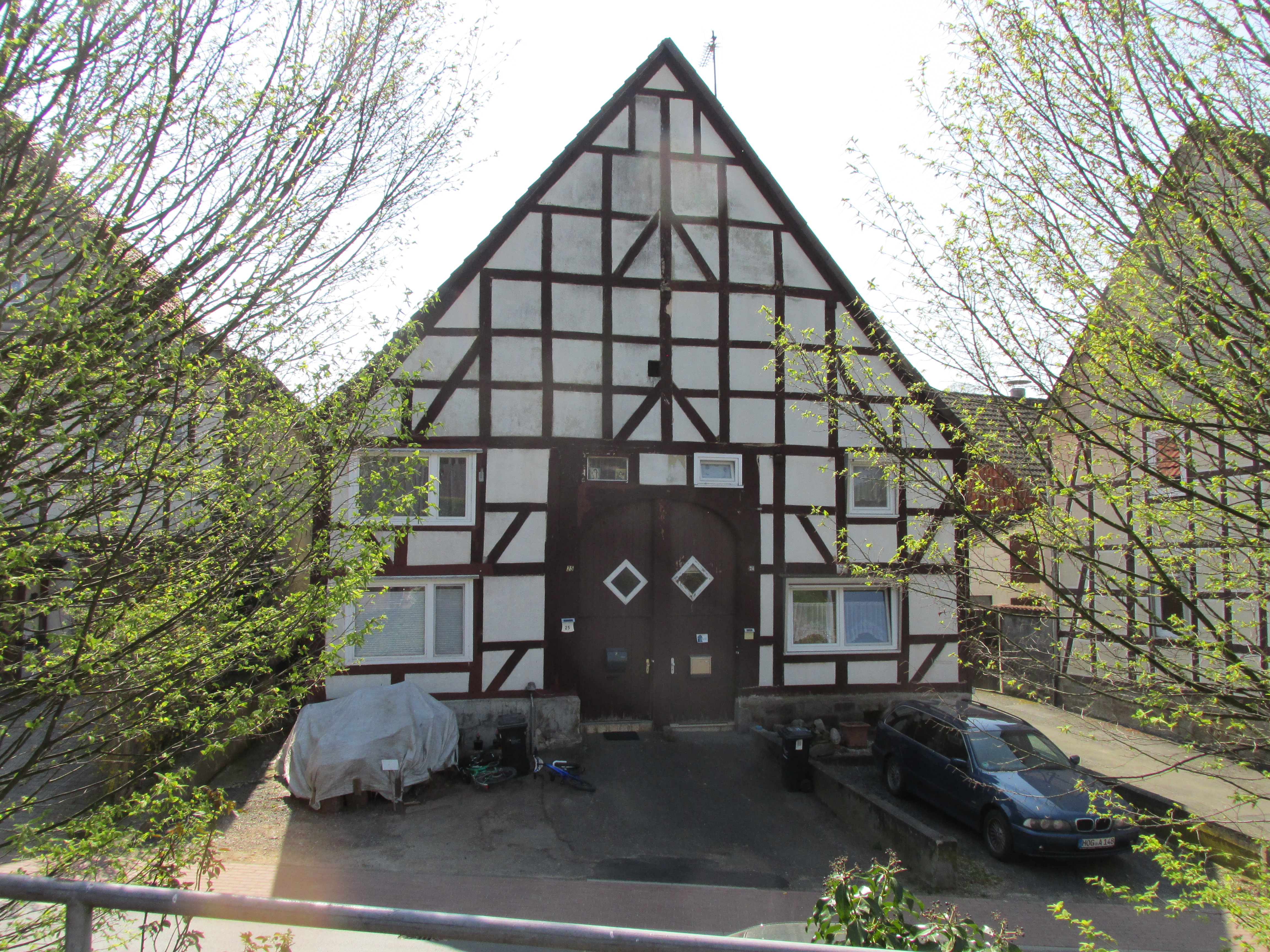
Gebäude Waldstraße 24/25 in Hombressen

Das Gebäude Waldstraße 24/25 in Hombressen, einem Stadtteil von Hofgeismar im Landkreis Kassel in Nordhessen, wurde 1704 errichtet. Das Diemelsächsische Bauernhaus ist ein geschütztes Kulturdenkmal.
Der zweigeschossige Ständerbau mit kräftigem Fachwerkgefüge hat noch sein segmentbogiges Dielentor mit Inschriftbalken. Der rückwärtige Teil und eine Traufseite wurden massiv erneuert. 
Das barocke Längsdielenhaus hat ortsbildprägende Bedeutung als Teil der giebelständigen Bebauung der Waldstraße.   